# Miltochrista linga
Miltochrista linga är en fjärilsart som beskrevs av Moore 1859. Miltochrista linga ingår i släktet Miltochrista och familjen björnspinnare. Inga underarter finns listade i Catalogue of Life.